# Cabrestante

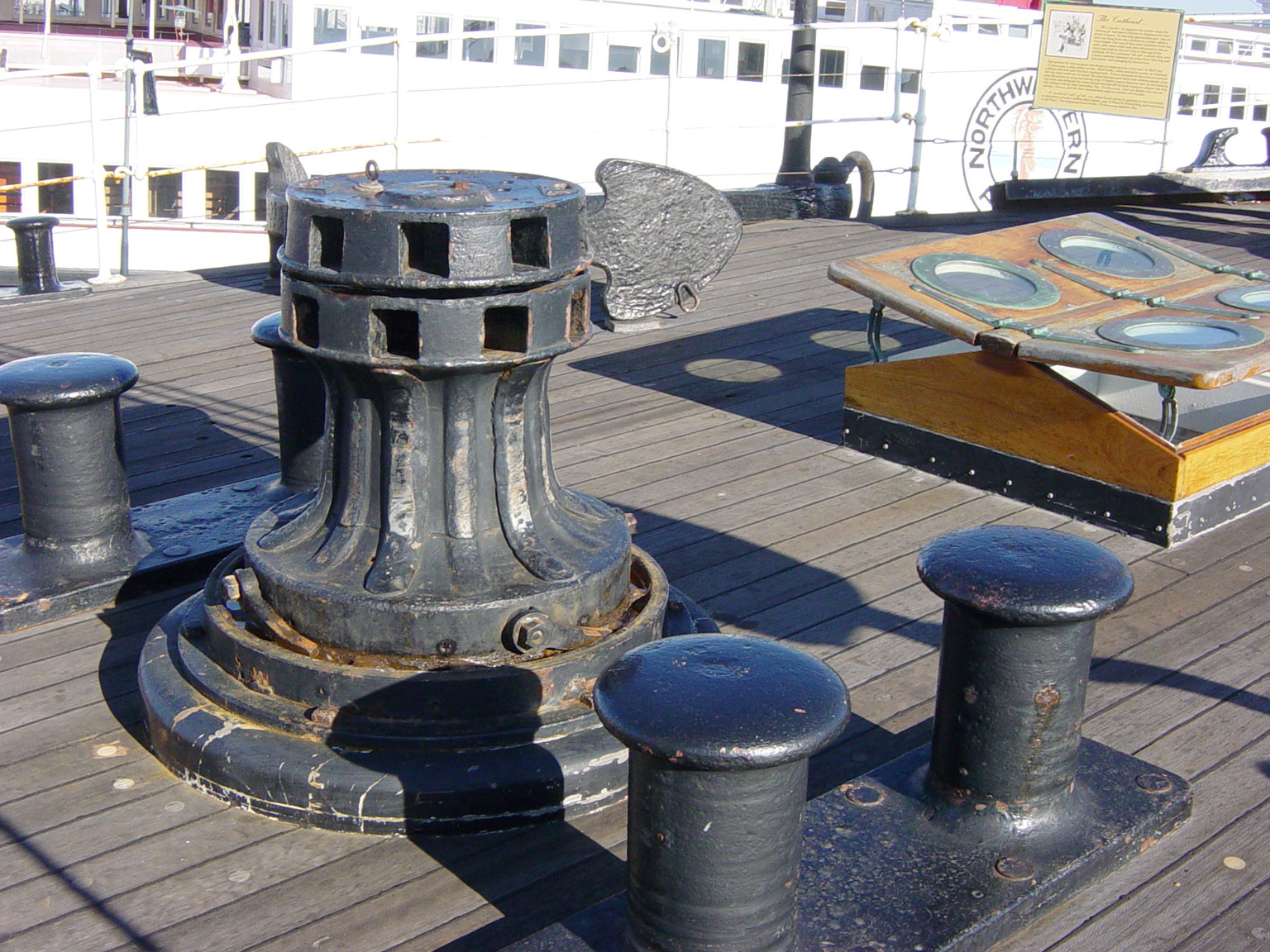
Cabrestante

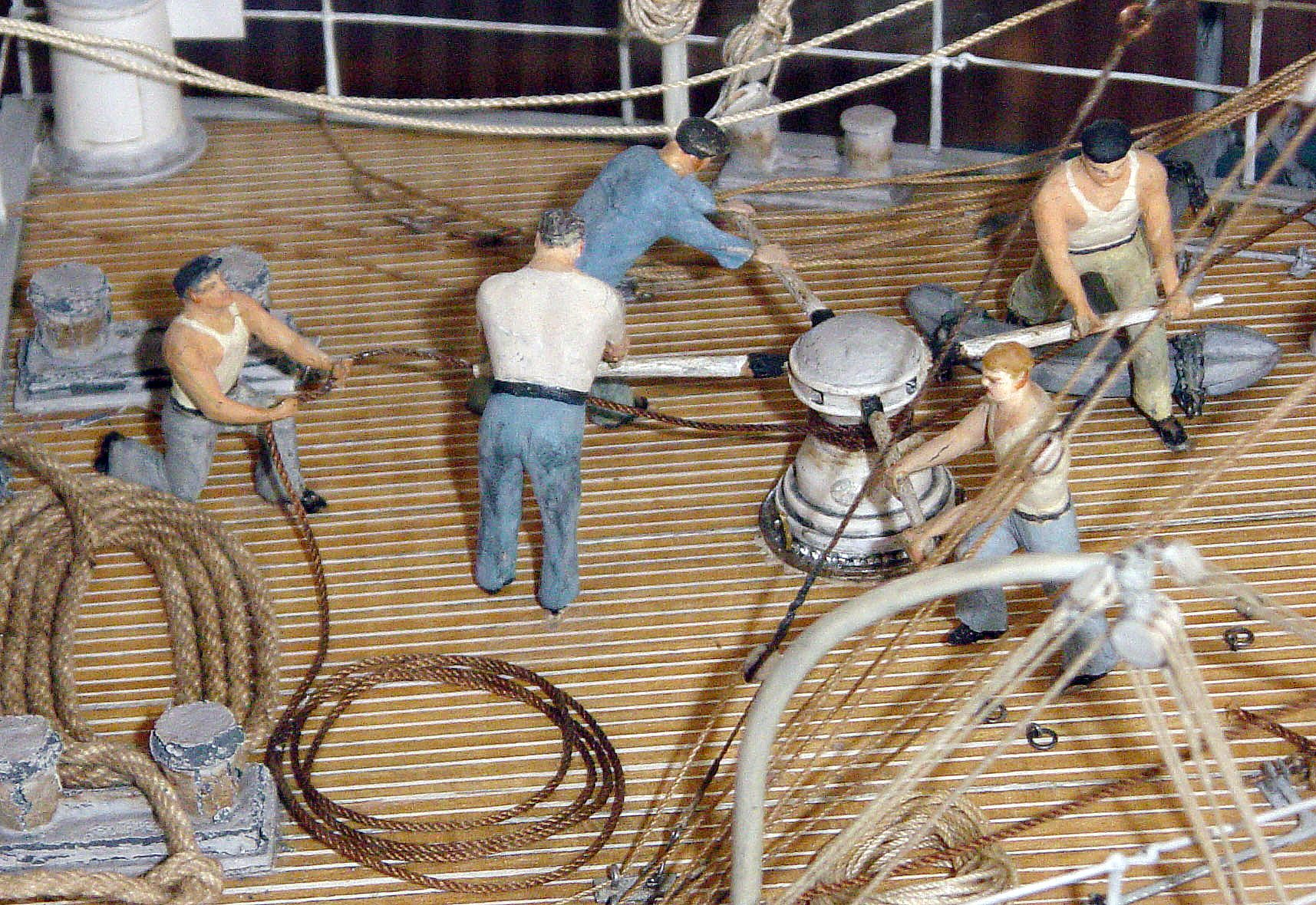
Demonstração de utilização

Cabrestante é um mecanismo utilizado nas antigas naus e constituído por um objecto de forma cilíndrica com um eixo vertical que accionado por vários homens permitia ajudar a levantar a âncora e outros corpos pesados utilizados nas antigas naus. A palavra "Cabrestante" pode-se referir a um motor localizado nos videocassetes, responsável por puxar a fita para dentro do mesmo.
Os que serviam à manobra eram conhecidos por Bolinete.